# Chumillas
Chumillas es un municipio y localidad española de la provincia de Cuenca, en la comunidad autónoma de Castilla-La Mancha. El término municipal, en el que nace el río Gritos, tiene una población de 55 habitantes (INE 2024).

## Historia
A mediados del siglo XIX, el lugar tenía contabilizada una población de 161 habitantes. Aparece descrito en el séptimo volumen del Diccionario geográfico-estadístico-histórico de España y sus posesiones de Ultramar de Pascual Madoz de la siguiente manera:

CHUMILLAS: l. con ayunt. en la prov. y dióc. de Cuenca (6 leg.), part. jud. de la Motilla del Palancar (6), aud. terr. de Albacete (15) y c. g. de Castilla la Nueva (26): sit. en un llano al E. de un cerrito suave cercado de una vega con una corriente de agua que sale de dos fuentes, sitas una al O. y al E. la otra. El clima es frio, y las enfermedades mas frecuentes tercianas. Las casas, en número de 43, diseminadas y sin formar calles, son generalmente de una arquitectura pobre, á escepcion de una ó dos, cuya construccion es mas aventajada que las otras; tiene una igl. pequeña con un solo altar, la cual es aneja de la de Solera (curato de entrada), y un mal cementerio; al lado de la igl. se ven las ruinas de un castillete ant. La estension de su térm. es de 1 leg. y confina la E. con Solera; N. la Olmeda; S. Alcol, y O. Valera: casi todo él es montuoso y muy abundante de pinares, no teniendo mas terreno llano que el escaso comprendido en 1/4 de leg., todo de vega. Los caminos son de herradura y comunican con los pueblos limítrofes, y su estado actual es bastante desventajoso. prod.: trigo comun, alguna avena y patatas, y en unos huertecitos que se riegan con las fuentes del pueblo, se cria algun cáñamo y legumbres cuyos frutos, por ser en corta cantidad, se consumen todos entre sus vec; críanse muchos animales dañinos, tales como zorras, lobos, vívoras y culebras, y abunda la caza de liebres, conejos, corzos y algun venado. Artes é ind.: la ocupacion general es la agricultura, y las artes están circunscriptas á un cirujano que está avecindado en la pobl.: esta tiene 47 vec., 161 alm. cap. terr.: 400,200 rs. imp.: 20,010. contr.: por todos conceptos 3,668 reales 18 maravedises.
(Madoz, 1847, pp. 347-348)

En 1974 el municipio de Chumillas se fusionó con los de Olmeda del Rey, Almodóvar del Pinar, Solera de Gabaldón y Monteagudo de las Salinas adquiriendo el término municipal resultante el nuevo nombre de Almodóvar de Monterrey. Sin embargo, dichas localidades se segregaron en 1983, según el RD 152/1983 publicado en el DOCM de fecha 6 de octubre de 1983, quedando con sus anteriores nombres.

## Demografía
Chumillas cuenta con una población de 55 habitantes (INE 2024).
| Gráfica de evolución demográfica de Chumillas entre 1842 y 2021 |
| |
| Población de derecho según los censos de población del INE Población de hecho según los censos de población del INEEntre el censo de 1981 y el anterior, este municipio desaparece porque se integra en el municipio Almodóvar de Monte Rey Entre el censo de 1991 y el anterior, aparece este municipio porque se segrega del municipio Almodóvar de Monte Rey |

## Administración
| Periodo   | Nombre                               | Partido    |
| --------- | ------------------------------------ | ---------- |
| 1995-1999 | Álvaro Rubio Martínez                | PSOE       |
| 1999-2003 | Cándido Belinchón Rubio              | PP         |
| 2003-2007 | Cándido Belinchón Rubio              | PP         |
| 2007-2011 | Pedro de Verona Macario Rubio Moreno | PSOE       |
| 2011-2015 | Pedro de Verona Macario Rubio Moreno | PSOE       |
| 2015-2019 | Pedro de Verona Macario Rubio Moreno | PSOE       |
| 2019-2023 | Celso Rubio Moreno                   | Ciudadanos |
| 2023-act. | Pedro de Verona Macario Rubio Moreno | PSOE       |

## Patrimonio
- Sus monumentos más importantes son El Torrejón y la iglesia (de estilo románico). Se dice que el Torrejón es una de las ocho villas que antiguamente existían y en la que se estableció el pueblo de Chumillas. Actualmente en su interior se encuentra el depósito del agua del pueblo.

## Fiestas
- Las fiestas patronales en honor a Nuestra Señora de la Asunción: Tienen lugar el primer o segundo fin de semana de agosto. Duran 3 días en los que se puede disfrutar de juegos para los más pequeños y entretenimiento para los mayores, teatro, actuaciones de diversas orquestas, baile de disfraces, comidas de hermandad, etc.
- El día del Cristo: El día 11 de septiembre se celebra una fiesta típica de toda la vida en honor al Santísimo Cristo de la Luz, por quien sienten gran devoción todos los hijos del pueblo. Después de misa, es sacado en procesión Cristo clavado en la Cruz. Antiguamente, eran 3 días de fiesta en los que había músicos y turroneros. Y se celebraba el 14 de septiembre pero el cura, que en aquellos tiempos atendía la parroquia, la cambió al día 11.
- Las caridades: En realidad, son dos fiestas, la de San Pedro y la de San Juan. La caridad de San Pedro se celebra el último fin de semana de abril (antiguamente celebrada el día 29 de abril), mientras que la caridad de San Juan se celebra el primer fin de semana de mayo (antiguamente celebrada el día 6 de mayo. Ahora se celebran en fin de semana para que pueda acudir más gente. Cada año cumple una persona para San Pedro y otra para San Juan. El sábado de la fiesta, las mujeres van al horno a hacer las tortas, que se hacen con harina y anisitos. Cuando están hechas todas las tortas, con la masa que queda, se hacen lagartos para los niños y otras figuritas (dependiendo de la imaginación de cada uno). Después de hacer las tortas... echamos harina a todo el mundo. Chumillas se viste de blanco.
- Semana Santa: Consta de diversos actos. Jueves Santo: Santos Oficios. Se celebra por la tarde. Antiguamente había una Hermandad del Cristo a la que pertenecían casi todos los hombres del pueblo. El día que moría Cristo, se quedaban a velar al Santo toda la noche hasta que hacían el entierro el viernes. Se turnaban de dos en dos y cada hora cambiaban los turnos. Las mujeres también hacían visitas al monumento. Viernes Santo: Por la mañana tiene lugar el vía crucis. Y por la tarde hay misa y la procesión del Entierro (camino del Calvario). Los hombres llevan a Jesús en la Cruz, y las mujeres a la Virgen María. Esta comienza en la iglesia del pueblo y rodeando al mismo baja hasta el Calvario, para después volver a la iglesia. Domingo de resurrección: Procesión del Encuentro. Los hombres salen con Cristo y las mujeres con la Virgen, tomando caminos opuestos para tener encuentro en la puerta de Jubiniano. Durante la procesión la gente canta la canción del día de Pascua de Resurrección.

## Costumbres
Todavía continúa la tradición de la matanza, aunque hoy en día no hay nadie que críe cerdos ni los mate, pero se siguen haciendo los riquísimos chorizos y morcillas propios de la tierra.
Desde el 2005 cuenta con un parque eólico de 49,5 MW situado en su término que le proporciona una visión de futuro a medio camino entre lo antiguo y lo moderno.